# Hoplosaenidea rugosa
Hoplosaenidea rugosa es una especie de insecto coleóptero de la familia Chrysomelidae.
Fue descrita científicamente en 1989 por Kimoto.